# Philothermus aciculatus
Philothermus aciculatus là một loài bọ cánh cứng trong họ Cerylonidae. Loài này được Lecordier miêu tả khoa học năm 1968.